# Laureano Vallenilla Lanz
Laureano Vallenilla Lanz (Barcelona, Veneçuela, 11 de novembre de 1870 – París, França, 16 de novembre de 1936), fou un periodista, sociòleg i historiador veneçolà, un dels principals representants del pensament positivista. Es va guanyar un lloc prominent en les primeres dècades del segle XX com a ideòleg i apologista del règim dictatorial de Juan Vicente Gómez i al mateix temps aconsegueix fer-se reconèixer com un dels pensadors i historiadors més originals i controvertits del seu temps. La seva obra fonamental es va nodrir teòricament de les doctrines que el tancament del segle xix havia deixat en voga: l'evolucionisme i el positivisme. Basat en elles, i amb les exigències del rigor acadèmic, va enfocar els seus majors esforços sobre el tema del cabdillisme.

## Joventut
Fill de José Vallenilla Cova i de Josefa María Lanz Morales, Laureano Vallenilla Lanz va ser el tercer de sis germans: Leonor, José de Jesús, Baltasar, Hercilia, Josefina i Agustín. La precària educació formal que fins a l'adolescència va rebre Laureano Vallenilla Lanz només troba reparació a la biblioteca paterna, on la lectura és un hàbit que li van cimentant autors més aviat inusuals per a la seva edat: John Stuart Mill, Auguste Comte, Herbert Spencer i Charles Darwin. El conjunt compendia en el fonamental les més recents tendències del pensament polític i científic del segle xix. També es nodreix amb els clàssics de la literatura espanyola i de la francesa.
Després de rebre el títol de batxiller, potser cap a 1886, es trasllada a Caracas en cerca de nous horitzons i ingressa a la Universitat Central de Veneçuela. Un error de vocació el porta a les aules d'enginyeria; d'elles surt dos anys més tard, afligit per mals artrítics i possiblement també per la tardana comprensió que el seu veritable interès se situa en altres camps. Ara vol dedicar-se de ple a l'escriptura i el periodisme. El 1889 la decisió és un fet: està de retorn a Barcelona i escriu a les pàgines del periòdic La Nueva Era.

## Inici de la vida política
Una segona vocació irromp temps després i s'enllaça amb la de les lletres i el pensament, per constituir les dues cares d'una moneda que serà una constant al llarg de gairebé tota la seva vida: ocupa el 1892 el seu primer càrrec públic, com a primer oficial de la Duana de Guanta. És l'inici d'una carrera: el 1894 és secretari privat del general Nicolás Rolando, cap civil i militar de l'estat Bermúdez (Sucre, Monagas i Anzoátegui); el 1896, la figura de José Antonio Páez li permet entaular públicament amb Nicomedes Zuloaga, la primera del que serà una llarga sèrie de polèmiques sobre temes històrics, en aquest cas sobre la figura del prohom de la Independència veneçolana i expresident general José Antonio Páez. Mentre per Zuloaga, dins d'una tradició de l'oligarquia conservadora percebia a Páez com un civilista; Vallenilla, sentia que encarnava les forces brutals del vell cabdillisme veneçolà. Un any després, es radica definitivament a Caracas. Passa a ocupar el càrrec de secretari privat del general Zoilo Bello Rodríguez, president de la Cambra de Diputats i després ministre de Relacions Interiors. En el pla personal, rescata i conrea velles amistats universitàries: José Gil Fortoul, Lisandro Alvarado, Pedro Emilio Coll i Manuel Vicente Romero García.
Tampoc desatén l'escriptura; textos d'història i de política, amb Veneçuela com a escenari, apareixen entre 1898 i 1899 en diar de Caracas com El Ciudadano, El Monitor Liberal, El Tiempo, La Linterna Mágica, El Pregonero i, especialment, a la revista El Cojo Ilustrado.
La sort sembla detenir-se el 1902, quan el govern de Cipriano Castro es veu amenaçat per la Revolució Libertadora, liderada pel general i banquer Manuel Antonio Matos. Dos germans de Vallenilla, Baltasar i Agustín, estan involucrats en l'alçament. L'escriptor no ho està, però així i tot aniria a la Caserna de Policia de Caracas com a sospitós de conspiració. D'allí aconsegueixen treure'l les gestions del seu amic Romerogarcía, mentre que els seus dos germans romanen empresonats al castell San Carlos de Maracaibo.
Mesos després, una sèrie d'articles de premsa que escriu contra el general Matos impacta en les altes esferes del poder. El president Castro, agraït, allibera Baltasar i Agustín i, a més, nomena Laureano Vallenilla Lanz cònsol de Veneçuela a Amsterdam.

## Vida a Europa

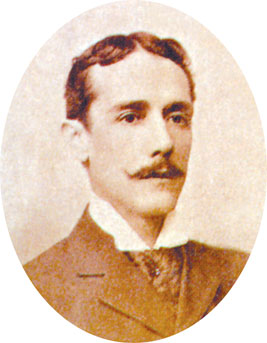
Laureano Vallenilla Lanz el 1905

El 1904 emprèn el viatge a Amsterdam. La seva permanència a Europa li permet combinar les tasques consulars amb l'estudi del pensament polític europeu del moment. El seu interès pel tema és el bastant profund per portar-lo fins a París, on en qualitat d'oïdor assisteix a les aules de la Universitat de la Sorbona i del Collège de France. Influeixen llavors notablement en la seva concepció de la societat i de la història els autors Charles Langlois, Ernest Renan, Charles Seignobos, Gustave Le Bon, Hippolyte Taine i Célestin Bouglé. Així mateix, continua la redacció dels seus estudis sobre la història política i social de Veneçuela.
A causa dels seus dolors reumàtics, el 1908 aconsegueix ser traslladat a Espanya. Des del consolat veneçolà a la ciutat de Santander, té accés no només als cercles intel·lectuals de la localitat, sinó també a importants arxius històrics, dels quals extreu valuosos coneixements per a les seves recerques sobre Veneçuela. La serietat de les seves anàlisis la certifica la Reial Acadèmia de la Història, que dos anys més tard l'incorpora a les seves files com a individu de úmero. En aquest període, té l'oportunitat de debatre amb importants personalitats del dret i de la cultura com Luis María Drago, Francisco Villaespesa, Miguel de Unamuno, Benito Pérez Galdós, Pío Baroja, entre d'altres.
El 1906 es casa amb María Planchart Lovera, amb qui té tres fills: María Luisa (1906), Josefina (1909) i Laureano José (1912). El 1909 amb l'arribada al poder del general Juan Vicente Gómez, Vallenilla és trasllat novament a Amsterdam, amb un càrrec idèntic. Accepta la designació, però la seva salut l'obliga a renunciar als pocs mesos.

## Retorn a Veneçuela
El 1910 està de tornada a Veneçuela, després de sis anys absència. Gairebé immediatament torna a aparèixer la seva signatura en les publicacions més importants de la capital. Retorna a les pàgines del Coix Il·lustrat i El Temps, a les quals se suma també les de l'Universal per difondre, al llarg de cinc anys, els seus articles sobre temes relacionats amb la història i la política. Amb motiu del primer centenari de l'emancipació; el seu assaig Influencia del 19 d'abril de 1810 en la independència sud-americana obté el primer premi d'un certamen organitzat per la Governació del Districte Federal. En l'acte commemoratiu de l'efemèrides, Vallenilla és presentat al general Gómez. Aquest mateix any és designat Intendent d'Instrucció Popular en el Districte Federal. El 1911 és secretari del Congrés de Municipalitats i director de l'Arxiu Nacional, càrrec que exerceix fins a 1913 amb comprovat profit tant per a la instrucció com para els seus propis estudis històrics.
El mes d'octubre de 1911 marca una fita especial en la seva carrera. Publica dos assajos que se situen entre els textos més importants de la seva obra i que susciten una veritable revolució en les idees històriques i polítiques del moment: El gendarme necesario i La guerra de independencia fue una guerra civil. Dos anys més tard és condecorat amb el Bust del Libertador, per les seves recerques en el camp de la historiografia veneçolana i els seus serveis en l'administració pública. No obstant això, tot i els seus articles de premsa, segueix sent un historiador inèdit. No és fins al 1917 que surt d'impremta el primer dels seus llibres, resultat de les seves recerques en l'Arxiu: Causas de Infidencia, una recopilació de documents sobre judicis seguits a patriotes durant la guerra d'Independència.

## Apologista de Juan Vicente Gómez
El 1913 s'encarrega de la direcció d'El Nuevo Diario, òrgan oficiós del règim. Des d'allí emprèn les seves campanyes propagandístiques més importants a favor de Gómez i en contra dels seus detractors. Quan va donar per finalitzada la feina al capdavant del diari, el 1931, haurà escrit prou al respecte per omplir dos volums, que amb el títol comú de Campañas políticas de El Nuevo Diario publicarà successivament el 1919 i 1926. El 1916 ocupa al Congrés Nacional un lloc com a senador per l'estat d'Apure; el 1918 és membre de l'Acadèmia Nacional de la Història, de la qual serà després director (1924-1927). El 1919 torna a la seva tesi del gendarme necessari, ara convertida en capítol d'un llibre complet Cesarismo democrático. Analitza allí la conformació de la societat veneçolana, a la llum de la teoria i la metodologia de l'escola positivista, i s'estén en la justificació de la figura del cabdill o governant autoritari com a únic ens capaç de regular i controlar el poder polític en nacions com Veneçuela, en les quals no percep un poble capacitat per a l'exercici del sistema democràtic.

## Darrers anys
Membre del Congrés per l'estat de Sucre, el 1920 passa a ocupar la presidència de la Cambra del Senat, posició que tornarà a estar a les seves mans el 1923 i entre els anys 1930 i 1931. Entretant, publica el 1921 una recopilació d'articles, assajos i discursos, que titula Críticas de sinceridad y exactitud. A aquest text se li suma el 1930 un altre nou llibre, més dens i ambiciós: Disgregación e integración. Recorre allí el desenvolupament evolutiu de la societat veneçolana, que concep com un procés dinàmic; inestable i disgregatiu en una llarga etapa, com a producte de característiques pròpies que es manifesten en institucions públiques incongruents amb la realitat; i integrador després, com a resultat de l'exercici del poder per part del cabdill, que esdevé en element unificador i regulador de les relacions socials.
Un any més tard retorna novament a Europa, en qualitat d'enviat extraordinari i ministre plenipotenciari de Veneçuela a França i Suïssa. En assabentar-se de la mort de Juan Vicente Gómez al desembre de 1935 renúncia al seu càrrec.
El temps que li resta el viu a París. Víctima d'una malaltia pulmonar, mor a la capital francesa el 16 de novembre de 1936. Les seves restes van ser repatriades i enterrades a Caracas l'octubre de 1955. El seu fill Laureano Vallenilla Planchart seria ministre de l'Interior de Marcos Pérez Jiménez. Els seus últims dies de vida es van veure enfosquits per les acusacions que li va tocar fer front. No pocs detractors del gomecisme el van acusar de corrupte, de vendre la seva ploma, traficar amb les idees i haver-se enriquit amb els diners públics. Òbviament, en aquestes denúncies explicava el pes d'una llibertat d'expressió fèrriament reprimida al llarg de tres dècades, i també el propòsit manifest de condemnar en Vallenilla al règim en el seu conjunt. Però, al marge d'aquesta circumstància es considera que Laureano Vallenilla Lanz ha estat un dels historiadors més originals i imaginatius que ha tingut Veneçuela.

## Llegat

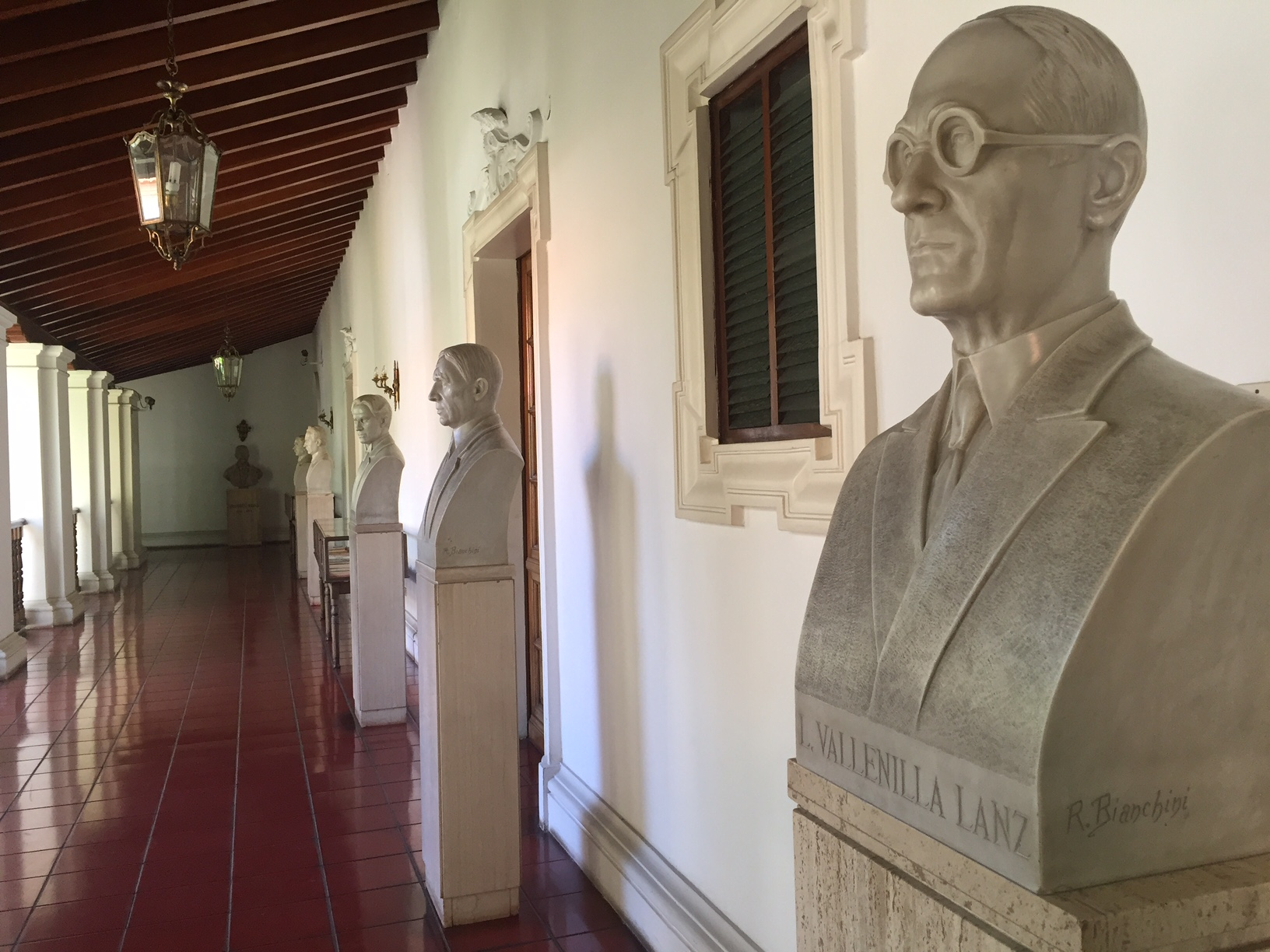
Bust de Laureano Vallenilla Lanz al Palau de les Acadèmies de Caracas

Ideòleg del règim del general Juan Vicente Gómez, autor de la tesi del «gendarme necessari», Vallenilla va utilitzar totes les eines de les doctrines científiques en voga per defensar com a necessitat històrica, des del terreny periodístic i acadèmic, l'existència de règims cabdillistes i autoritaris a Hispanoamèrica. Encara que aquestes idees van ser motiu d'agres polèmiques entre els seus pares llatinoamericans i no van sobreviure a la dictadura, aquest destacat exponent del positivisme va fer importants aportacions a la comprensió de la història veneçolana. Va ser el primer a assenyalar el caràcter de guerra civil implícit en la contesa contra la Corona Espanyola per la independència; l'aspiració a estudiar el sentit que podien tenir les revoltes prèvies a 1810 deslligant-les del fet de la independència; la importància atribuïda a l'estudi de la procedència antropològica i cultural dels esclaus americans en l'examen de les seves revoltes; la importància atribuïda a la societat colonial i republicana del segle XIX; la teoria del cabdillisme; el caràcter local del processo independentista veneçolà confrontat amb el d'altres països d'Amèrica Llatina i el paper que van jugar els partits històrics al segle xix republicà.
Indubtablement que les idees socials del positivisme i el pensament polític de Laureno Vallenilla Lanz han perdut la seva vigència en el context del pensament veneçolà. No obstant això, van deixar una petjada profunda en diversos nivells. A nivell d'història de les idees a Veneçuela no es pot prescindir del seu estudi. Encara quaranta anys després de la mort de Vallenilla tenien èxit en alguns sectors de la societat consignes partidistes com a «Democràcia amb energia», que no pot menys que fer recordar la «Democràcia amb Cèsar» que imposi i mantingui l'ordre social i polític que asseguri el procés dels quals fins ara han progressat al país.